# خدرنق محير
خدرنق محير (الاسم العلمي: Cheiracanthium incertum) هو نوع من العنكبوتيات يتبع جنس الخدرنق من الفصيلة العناكب الكيسية.